# 19587 Keremane
19587 Keremane è un asteroide della fascia principale. Scoperto nel 1999, presenta un'orbita caratterizzata da un semiasse maggiore pari a 2,9165252 UA e da un'eccentricità di 0,0651700, inclinata di 2,93057° rispetto all'eclittica.